# Portoni
Portoni es una lengua hablada en Papúa Nueva Guinea. Es considerada la lengua más fácil de aprender del mundo, ya que no tiene gramática, y solamente está compuesta por 1750 palabras.